# Włodzimierz Musiał (aktor)
Włodzimierz Wacław Musiał (ur. 27 września 1931 w Częstochowie, zm. 19 listopada 2023 w Łodzi) – polski aktor teatralny i filmowy.

## Życiorys
Występował m.in. w Teatrze Lalek „Pinokio” w Łodzi (1951–1952), w Teatrze im. Mickiewicza w Częstochowie (1952–1956 i 1959–1960), Teatrze Rozmaitości we Wrocławiu (1961–1967), Teatrze Ziemi Opolskiej w Opolu (1967–1975). Od roku 1977 grał w teatrach łódzkich (Powszechnym i Studyjnym).
Występował również w filmach, ma na koncie ponad 100 ról filmowych i serialowych – był mistrzem drugiego planu.
Pochowany w części ewangelicko-augsburskiej Starego Cmentarza w Łodzi przy ulicy Ogrodowej (sektor 4_Z, rząd 4, grób 15).

## Wybrana filmografia
- 1979: Kariera Nikodema Dyzmy – Pilchen, minister komunikacji
- 1980: W słońcu i w deszczu – sołtys Jagła
- 1981: Vabank – Adam Szpulski „Szpula”
- 1981: Jan Serce – kanalarz Rajmund
- 1984: Vabank II, czyli riposta – Adam Szpulski „Szpula”
- 1984: O-bi, O-ba. Koniec cywilizacji – Kraft
- 1984: Siedem życzeń – kapłan egipski (odc. 6); inspektor z kuratorium (odc. 7)
- 1985: Przyłbice i kaptury – zbój „Dziobak” (odc. 5–7)
- 1986: Magnat – Nelke, członek dyrekcji kopalni
- 1987: Dorastanie – archiwista (odc. 3)
- 1987: Komediantka – Roch, służący na stacji w Bukowcu
- 1987: Kingsajz – barman w Szuflandii
- 1987: Zabij mnie glino – strażnik więzienny
- 1988: Dekalog III – pielęgniarz w izbie wytrzeźwień
- 1988: Kornblumenblau – szef kuchni
- 1988: Kogel mogel - gość na weselu
- 1988: Królewskie sny – ultrakwista, poseł z Czech (odc. 1 i 8)
- 1988: Zmowa – ormowiec Henryk Bielak
- 1989: Sztuka kochania – Kosidowski, pacjent Pasikonika
- 1989: Ostatni prom – oficer na promie
- 1990: Zakład – wychowawca Musiał
- 1991: Kroll – stróż w koszarach
- 1995: Pułkownik Kwiatkowski – zawiadowca stacji
- 2000: 13 posterunek – pracownik muzeum
- 2001: Wiedźmin – Segelin
- 2003: Ubu Król – król Wacław